# 원촌초등학교 (전북)
원촌초등학교는 대한민국 전라북도 장수군 계북면 원촌리에 있었던 초등학교이다.

## 연혁
- 1954년 2월 1일 계북국민학교 원촌분교장 인가
- 1956년 4월 7일 원촌국민학교로 승격 개교
- 1959년 3월 24일 제1회 졸업
- 1984년 2월 27일 병설유치원 개원
- 1996년 3월 1일 원촌초등학교로 개칭
- 2010년 3월 1일 폐교